# Шамбалыг
Шамбалыг (тув. Шамбалыг) — село в Кызылском кожууне Республики Тыва. Административный центр и единственный населённый пункт Шамбалыгского сумона.

## История
Основан в 1960-х годах (Прудникова, 1993) в соответствии с программой освоения целинных земель. Название «Шамбалыг» присутствует в тувинских мифах, например сказание «Три маралухи и стрелок Тарбаган-Маадыр» начинается так: «В древнем мире Среднего Шамбалыга стоял великий холод…», при этом в словаре неясных слов поясняется, что «мир Среднего Шамбалыга» — это название Чистой земли в Среднем мире. Ряд авторов связывают название с топонимом и мифонимом Шамбала 

## География
Село находится у р. Шамбалыг. К северо-востоку от села находится лес Даштыг-Кожагар-Аргазы.
Уличная сеть
ул. 40 лет Советской Тувы, ул. Алдан-Маадыр, ул. Гагарина, ул. Королева, ул. Кочетова, ул. Ленина, ул. Михаила Монгуша, ул. Новая, ул. Октябрьская, ул. Степная, ул. Студенческая, ул. Терешкова.
Географическое положение
Расстояние до:
районного центра Каа-Хем: 63 км.
республиканского центра Кызыл: 70 км.
Ближайшие населенные пункты
Целинное 22 км, Краснояровка 26 км, Балгазын 27 км, Сой 27 км, Ильинка 30 км

## Население
| 2002 | 2010 | 2011 | 2012 | 2013 | 2014 | 2015 |
| ---- | ---- | ---- | ---- | ---- | ---- | ---- |
| 634  | ↘510 | ↗511 | ↘488 | ↘463 | ↘441 | ↘421 |
| 2016 | 2017 | 2018 | 2019 | 2020 | 2021 |      |
| ↘417 | ↘411 | ↗426 | ↘418 | ↘412 | ↗480 |      |

## Инфраструктура
МБОУ СОШ с. Шамбалыг
музыкальная школа, детский сад, сельский клуб
отделение почтовой связи села Шамбалыг
Администрация села Шамбалыг
Администрация Шамбалыгского сумона

## Транспорт
Автодорога местного значения.